# 26195 Černohlávek
(26195) Černohlávek, denumire internațională (26195) Cernohlavek, este un asteroid din centura principală de asteroizi.

## Descriere
26195 Černohlávek este un asteroid din centura principală de asteroizi. A fost descoperit pe 1 martie 1997 la Observatorul din Ondřejov de Petr Pravec. Asteroidul prezintă o orbită caracterizată de o semiaxă mare de 2,22 ua, o excentricitate de 0,06 și o înclinație de 4,1° în raport cu ecliptica.